# Scadoxus longifolius
Scadoxus longifolius là một loài thực vật có hoa trong họ Amaryllidaceae. Loài này được (De Wild. & T.Durand) Friis & Nordal miêu tả khoa học đầu tiên năm 1976.